# Lepilemur betsileo
Espèce
Statut de conservation UICN

ENB1ab(i,iii,v) : En danger
Lepilemur betsileo est une espèce de Lemuriformes de la famille des Lepilemuridae endémique du Centre-Est de Madagascar. Décrit en 2006 suite à des analyses génétiques et morphométriques. Son nom fait référence au peuple Betsileo qui est originaire de la même région de Madagascar que lui. Comme beaucoup de lémuriens il est en voie de disparition, l'UICN l'a classé en danger d'extinction.

## Description
Lepilemur betsileo mesure en moyenne 53 cm de long dont 28 cm pour la queue pour un poids d'environ 1 à 1,2 kg, ce qui est comparable à Lepilemur jamesorum dont il est le plus proche parent,,,. Il est d'apparence principalement grisâtre à brun rougeâtre, plus foncé dessus que dessous,. Le menton est blanc et le reste de la face grise,. La fourrure à l'intérieur de l'oreille sensiblement plus pâle et bordée de brun foncé à noir le long du bord extérieur,. La queue est noire, ce qui contraste fortement avec le corps,.

## Répartition et habitat

Aire de répartition de Lepilemur betsileo.

Lepilemur betsileo est endémique du Centre-Est de Madagascar et se rencontre dans les régions d'Amoron'i Mania, d'Atsinanana et de l'Alaotra-Mangoro,. Et, plus précisément, dans les districts de Fandriana, d'Anosibe An'ala, de Mahanoro et de Marolambo,. Bien que les limites nord et sud de son aire de répartition restent à déterminer, on suppose qu'elles se situent respectivement aux rivières Mangoro, Onive et Namorona. Grâce à une modélisation de niche, une étude de 2018 a estimé que l'espèce occupait une superficie de 1 167 km2 pour une population d'environ 2 315 individus. Lepilemur betsileo vit dans les forêts tropicales humides d'altitude jusqu'à environ 1 000 m,.

## Statut de conservation
Les principales menaces qui pèsent sur Lepilemur betsileo sont la perte d'habitat due aux pratiques agricoles notamment la destruction des forêts, à l'utilisation et à la modification des ressources biologiques ainsi que le braconnage. La seule zone protégée dans laquelle il est connu pour être présent est la forêt classée de Bemosary dans le corridor Fandriana-Vondrozo.

## Systématique
Le nom valide complet (avec auteur) de ce taxon est Lepilemur betsileo Louis, Jr. (d), Engberg, Lei, Geng, Sommer, Randriamampionona, Randriamanana, Zaonarivelo et al., 2006,Louis, Jr. et al. 2006, p. 20.

### Publication originale
- (en) Edward E. Louis, Jr., Shannon E. Engberg, Runhua Lei, Huimin Geng, Julie A. Sommer, Richard Randriamampionona, Jean C. Randriamanana, John R. Zaonarivelo,

Rambinintsoa Andriantompohavana, Gisele Randria, Prosper, Borome Ramaromilanto, Gilbert Rakotoarisoa, Alejandro Rooney et Rick A. Brenneman, « Molecular and morphological analyses of the sportive lemurs (Family Megaladapidae: Genus Lepilemur) reveals 11 previously unrecognized species », Texas Tech University Special Publications, no 49,‎ 2006, p. 1–49 (lire en ligne)